# Дитина в безпеці: Відео
Дитина в безпеці: Відео (англ. Kid Safe: The Video) — американський документальний фільм.

## Сюжет
У цьому навчальному документальному фільмі, діти дізнаються, як поводитись у надзвичайних ситуаціях.

## У ролях
- Андреа Мартін — Кеті Тудор
- Шуко Акуне — Тіна
- Стівен Лі — Ерні
- Мешах Тейлор — Марті
- Джо Флаерті — Граф Флойд
- Даніель Велк — Джейсон
- Гренельда Торнберри — Відьма
- Джон Вуліч — Перевертень
- Кіт Едмейр — Мумія
- Грег Кенном — Чужинець